# Villamejil
Villamejil est une commune d'Espagne dans la province de León, communauté autonome de Castille-et-León. Elle s'étend sur 78,98 km2 et comptait environ 746 habitants en 2015.